# Alexandre Zbrouïev
Alexandre Viktorovitch Zbrouïev (en russe : Алекса́ндр Ви́кторович Збру́ев), né le 31 mars 1938 à Moscou, est un acteur de théâtre et cinéma russe.

## Biographie
Alexandre Zbrouïev est le fils de Viktor Alekseïevitch Zbrouiev, adjoint au commissaire du peuple à la communication de l'URSS, et de son épouse Tatiana Aleksandrovna Fiodorova issue de la noblesse, diplômée en art dramatique, employée du centre cinématographique Tchaïkovski. 
Arrêté au mois de novembre 1937, le père sera fusillé an mai 1938. La mère avec le petit Alexandre est déportée à Rybinsk. Ils ne rentreront à Moscou qu'en 1943, pour se retrouver dans l'une des pièces de leur ancien appartement transformé pendant leur exil en kommounalka.  
Alexandre Zbrouïev fait ses études dans la classe de Vladimir Etouch à l'école supérieure d'art dramatique Boris Chtchoukine. Diplômé en 1961, il devient acteur de théâtre du Lenkom. Sa carrière cinématographique commence sous la direction d'Alexandre Zarkhi avec le rôle principal dans l'adaptation de la nouvelle Zvezdny bilet [Billet pour les étoiles] de Vassili Aksionov qui sort sous le titre Mon petit frère en 1962.
Il enseigne à l'Académie russe des arts du théâtre de 2000 à 2004. En 2004, il décide d'interrompre sa carrière cinématographique. Il ne retrouvera le chemin des studios qu'en 2014, pour incarner le premier rôle dans Cinéma sur Alexeïev  sous la direction de Mikhaïl Segal.

## Filmographie
- 1962 : Mon petit frère (Мой младший брат) d'Alexandre Zarkhi : Dmitri Denissov
- 1974 : Le Dit du cœur humain (Повесть о человеческом сердце) de Daniil Khrabrovitski : Dr Tchoumakov
- 1974 : A Lover's Romance (Романс о влюбленных) de Andreï Kontchalovski : Igor Volguine
- 1988 : Tuer le dragon (Убить дракона) de Mark Zakharov : Friederichsen
- 1989 : Rose noire – emblème de la tristesse, rose rouge – emblème de l’amour de Sergueï Soloviov : le père d'Alexandra
- 1991 : Le Cercle des intimes (Ближний круг) de Andreï Kontchalovski : Joseph Staline
- 2001 : Le Bouffon Balakirev (ru) (Шут Балакирев) de Mark Zakharov : Pavel Iagoujinski
- 2003 : De l'amour (ru) (О любви) de Sergueï Soloviov : Dr Nikolaï Trofimovitch
- 2014 : Film sur Alexeev (Кино про Алексеева) de Mikhaïl Segal : Alexeev

## Distinctions
- Artiste émérite de la RSFSR : 1977
- artiste du Peuple de la RSFSR : 1989
- Prix d'État de la fédération de Russie : 2002[4]
- Ordre du Mérite pour la Patrie de la IVe classe : 2007[5]
- Prix théâtral du journal Moskovski Komsomolets : 2008[6]
- Ordre du Mérite pour la Patrie de la IIIe classe : 2013
- Prix du meilleur acteur du festival Moskovskaïa premiera : 2014, pour le film Kino pro Alekseeva[7]
- Aigle d'or du meilleur premier rôle masculin : 2015, pour le film Kino pro Alekseeva